# فرودگاه سنت گئورگس
فرودگاه سنت گئورگس (به انگلیسی: Saint-Georges Aerodrome) یک فرودگاه همگانی است که یک باند فرود آسفالت دارد و طول باند آن ۱۵۵۸ متر است. این فرودگاه در شهر سنت جرج، کبک کشور کانادا قرار دارد و در ارتفاع ۲۷۲ متری از سطح دریا واقع شده است.